# Gábor Gergő
Gábor Gergő (Budapest, 1987. szeptember 26. –) fitneszmodell.
Korábban környezetmérnökként dolgozott, majd 12 év edzés után, 2015-ben váltott a fitneszpályára, ahol személyi és TRX edző, valamint fitneszversenyző lett. A Men's Physique kategóriában indult először, most profi Fitnesz Modell a WBFF szövetségnél.

## Főbb versenyek
- WBPF Hungarian Championship Cup 2nd - 2016
- WBPF Hungarian Championship Cup 2nd - 2016
- ABPF Austria International Cup 2nd - 2016
- WBPF Hungarian Cup - 1st - 2016
- Fitparade Fitmodel World 1st - 2016
- WBFF UK Male Fitness Model 1st - Pro Card 2017
- Miami Pro Male Fitness Model 1 st - Pro Card 2017

## Médiamegjelenések
- http://24.hu/elet-stilus/2017/07/06/imadjak-a-kornyeken-a-jokai-utca-izompacsirtajat/
- http://velvet.hu/kockahas/2017/06/14/rajottem_hogy_akkor_leszek_igazan_boldog_ha_a_hobbim_lesz_a_hivatasom/
- https://www.joy.hu/fitteskedjunk/86928-gabor-gergo-a-magyar-adonisz
- http://www.life.hu/trend/20170628-gabor-gergo-az-uj-magyar-fitnesz-csillag.html
- http://www.vivatv.hu/2017/06/sokak-szerint-o-magyar-adonisz/
- http://rtl.hu/rtlklub/fokusz/sokak-szerint-o-a-magyar-adonisz
- https://noizz.hu/szines/magyarorszag-legszexibb-pasija/mr38055